# Kathua
Kathua è una suddivisione dell'India, classificata come town committee, di 40.006 abitanti, capoluogo del distretto di Kathua, nel territorio del Jammu e Kashmir. In base al numero di abitanti la città rientra nella classe III (da 20.000 a 49.999 persone).

## Geografia fisica
La città è situata a 32° 22' 0 N e 75° 31' 0 E e ha un'altitudine di 306 m s.l.m..

## Società

### Evoluzione demografica
Al censimento del 2001 la popolazione di Kathua assommava a 40.006 persone, delle quali 21.595 maschi e 18.411 femmine. I bambini di età inferiore o uguale ai sei anni assommavano a 4.870, dei quali 2.765 maschi e 2.105 femmine. Infine, coloro che erano in grado di saper almeno leggere e scrivere erano 28.854, dei quali 16.491 maschi e 12.363 femmine.